# 郭端斋墓
郭端斋墓，位于中国广东省汕头市潮阳区金灶镇东坑村，现为潮阳区文物保护单位，类型为古墓葬，公布时间为2001年3月2日。
郭端斋墓的历史年代为宋代。